# Archie Campbell (cầu thủ bóng đá, sinh năm 1904)
Archibald "Archie" Campbell (15 tháng 8 năm 1904 – 1980) là một cầu thủ bóng đá người Anh có 58 lần ra sân ở Football League thi đấu cho Aston Villa và Lincoln City. Ông thi đấu ở vị trí right half hoặc centre half. Ông là cháu trai của cầu thủ đội tuyển quốc gia Scotland và Celtic và Aston Villa John Campbell.